# Charles Townsend (Mörder)
Charles Townsend (* um 1936) ist ein US-amerikanischer verurteilter Mörder.
Townsend wurde 1955 im Alter von 19 Jahren wegen eines 1953 begangenen Raubmordes an dem Stahlarbeiter Jack Boone durch das Strafgericht Cook County (Illinois) zum Tode verurteilt. Er verbrachte 19 Jahre in einer Todeszelle. In dieser Zeit reichte er mit Hinweis auf seine Drogensucht neun Begnadigungsgesuche ein, die seine Hinrichtung jedes Mal aufschoben.
Im Alter von 38 Jahren wurde er zu einer Freiheitsstrafe zwischen 14 und 50 Jahren begnadigt. Seine Strafe wurde neu bewertet, als 1972 die Todesstrafe vom Obersten Gerichtshof der Vereinigten Staaten für verfassungswidrig erklärt wurde.